# Preobčutljivostni pnevmonitis
Preobčutljivostni pnevmonitis (tudi ekstrinzični alergijski alveolitis) povzroča vdihavanje organskega prahu.
Bolezen, ki se jo potrjuje na osnovi rentgensko dokazanih sprememb na pljučih in s prisotnostjo protiteles v krvi, se lahko pojavi pri ljudeh, ki so izpostavljeni živalskim antigenom. To so v prvi vrsti živalska dlaka, astrahan in iztrebki ptic.
Najpogostejši povzročitelj te bolezni so aktinomicete, ki se razvijejo v toplih in vlažnih razmerah. Tako lahko to bolezen dobijo tudi ljudje, ki delajo v vlažnih razmerah, kjer so prisotne organske snovi (sirarji, pivovarji, krznarji, ...)
Bolezen lahko pogosto zamenjamo s prehladnimi stanji, saj se bolezen kaže s podobnimi simptomi kot nahod. Razlika je le v tem, da pri prekinitvi izpostavljanja pljuč okuženemu okolju simptomi kmalu izginejo, stopnja težav pa je, seveda, odvisna od stopnje občutljivosti posameznika.
Bolezen delimo na tri faze:
- Prva faza: akutni potek s hitrim začetkom (6 do 10 ur po izpostavljenosti) s povišano temperaturo, ki jo lahko spremlja glavobol in kašelj. Ta faza traja nekaj dni in lahko ob prekinitvi izgine.
- Druga faza: do te faze pride pri dolgotrajnejši izpostavljenosti (dva do tri mesece) in je še ozdravljiva. Pri tej fazi bolezni pride do oteženega dihanja, modrice sluznice in kašlja, kar spremlja stalna rahlo povišana telesna temperatura.
- Tretja faza: v tej fazi pride v pljučih do trajnih in nepopravljivih sprememb. Pljučno tkivo je že okvarjeno, kar se jasno vidi na rentgenskih posnetkih.